# 安德烈·伊戈罗夫
安德烈·伊戈罗夫（羅馬尼亞語：Andrei Igorov，1939年12月10日—2011年11月10日），罗马尼亚男子皮划艇运动员。他曾代表罗马尼亚参加1964年夏季奥林匹克运动会皮划艇比赛，获得一枚银牌。